# Ганчова
Ганчова (пол. Hańczowa, інші назви Анчова, Ганичова) — лемківське село в Польщі, у гміні Устя-Горлицьке Горлицького повіту Малопольського воєводства, над річкою Ропа. Населення — 527 осіб (2011).

## Статистичні дані
Загальна площа села складає 2039 га (лісів — 1223 га, сільськогосподарських угідь — 744 га. Кількість мешканців села — 561 особа. Підприємців — 34, селянських і фермерських господарств —121.

## Історія
Село засноване в XV столітті. Перша письмова згадка датується 1480 роком як осідок польських лицарів Гладишів гербу Гриф. Вже в 1629 році в селі була церква. Мала дочірню церкву в селі Ріпки. Метричні книги провадились від 1784 р.
У 1530 і 1536 роках у податкових зборах згадується, що в селі був солтис. Село належало Адаму Брженському. Згадується в податковому реєстрі 1581 року як село Адама Бженського у Бецькому повіті, було парохіяльним, були 12 волоських господарств, 1 загородник з ріллею, 1 коморники без тяглової худоби, тартак і «піп руський». У 1680 році власником села був Ян Зборовський.
У 1872 р. жителі села викупили місцевий маєток від поміщика Адама Рогавського.
У 1881 році в селі проживало 904 мешканці — лемки.
Під час першої світової війни частково зруйноване.
До 1945 року було переважно лемківське населення: з 870 жителів села — 820 українців, 15 поляків, 15 латинників і 20 євреїв. До 1945 р. в селі була греко-католицька парохія Горлицького деканату, до якої належали також Ріпки. В селі була москвофільська читальня імені Качковського.
У 1944—1945 роках більшість українського населення виселене в УРСР, зокрема в населені пункти Тернопільської області: м. Монастириська, села Жнибороди Бучацького, Криниця Монастириського, Великий Ходачків Козівського районів. Ще 267 осіб у червні 1947 р. було депортовано польським військом на понімецькі землі. Частина жителів переписалися на поляків задля уникнення депортації, тож задокументовано залишення в селі 91 «поляка» і 15 українців зі «змішаних» родин.
У 1975—1998 роках село належало до Новосондецького воєводства.

## Сучасність
У селі є пам'ятний знак на честь 850-річниці хрещення Русі, римо-католицька церква (1983) і каплиця в пам'ять подорожі до Ганчови в 1953 році о. Кароля Войтили.
Діє 6-класова початкова школа і сільськогосподарський гімназіальний вишкіл.
У селі діяло фермерське господарство — Zakład Rolny Nawojowa. У 1993 році було Gospodarstwo Rolne Zasobu Własności Rolnej Skarbu Państwa Nawojowa.

## Демографія
Демографічна структура станом на 31 березня 2011 року:
|          | Загалом | Допрацездатний вік | Працездатний вік | Постпрацездатний вік |
| -------- | ------- | ------------------ | ---------------- | -------------------- |
| Чоловіки | 286     | 54                 | 201              | 31                   |
| Жінки    | 241     | 53                 | 136              | 52                   |
| Разом    | 527     | 107                | 337              | 83                   |

## Пам'ятки
- Збереглася в доброму стані колишня дерев'яна греко-католицька Церква Покрови Пресвятої Богородиці[pl] 1871 р., передана православній громаді.

## Відомі люди
У селі народилися:
- Павло Адам'як — український художник-аматор
- Ігор Дуда — український мистецтвознавець, краєзнавець, педагог, діяч культури